# 栖光院
栖光院（せいこういん）は、愛知県知多市にある曹洞宗の寺院。山号は海鳴山。本尊は聖観世音菩薩。

## 概要
開創は戦国時代と伝えられる。もとは真言宗の寺であったが、天正5年（1577年）に曹洞宗に改宗した。
本堂は切妻造、観音堂は1661年に再建され、釘をいっさい使わず、縄でしばって建てられたという。仏師春日の作本尊の聖観世音菩薩は再建以来、33年に一度の開帳法要が営まれている。裏山へ続く石段には四国88ヵ所の石仏「準四国88ヶ所」が並んでいる。樹齢700年ともいわれる楠と仁王門が見事な景観である。

## 御詠歌
にごりえに 清き光や てらもとの ちかいのふねの あるにまかせて

## 文化財等
知多市保存樹
- クスノキ
- クロガネモチ
- クロマツ

## 所在地
- 愛知県知多市八幡字観音脇25